# Ramóna Vártok
Ramóna Vártok (* 11. Oktober 1999 in Nagyatád) ist eine ungarische Handball- und Beachhandballspielerin. Die Beachhandball-Nationalspielerin Ungarns spielt auf der Position der Torhüterin.

## Hallenhandball
Ramóna Vártok spielte ab der Saison 2011/12 für Rinyamenti KC. 2014 ging sie zu Kozármisleny SE, zwei Jahre später zu Dunaújvárosi Kohász KA und 2019 zu Budaörs Handball (Budaörs KSN KFT). Von 2017 bis 2019 hatte sie ein Zweitspielrecht bei Pázmánd NK KFT. In der Saison 2013/14 debütierte sie in Ungarns zweiter Liga. 2016/17 folgte das Debüt in der ersten ungarischen Liga. Dort spielte sie in drei Jahren bei DKKA NKFT 25 Partien. Bis Ende der Saison 2019/20 bestritt sie zudem 124 Spiele in der zweiten und 46 in der dritten ungarischen Liga.

## Beachhandball

### Nationalmannschaft
Vártok debütierte 2015 in der Nationalmannschaft der ungarischen Juniorinnen bei den Junioreneuropameisterschaften in Lloret de Mar. Mit klaren Siegen gegen Deutschland und die Slowakei starteten die Ungarinnen in das Turnier, erst das dritte Spiel gegen Kroatien wurde knapp mit einem Punkt Vorsprung in den beiden Sätzen gewonnen. Deutlich war hingegen wieder der letzte Sieg in der Vorrunde gegen die Türkei. Verlustpunktfrei gelang als Tabellenerste der Einzug in das Halbfinale gegen Russland. Dort setzte sich Ungarn einmal mehr im Shootout durch. Auch das Finale ging bis ins Shootout, dort besiegten die Ungarinnen die Spanierinnen. Vártok kam neben ihrer Torwartkollegin Nóra Leila Bozsó in allen Spielen zum Einsatz. Es war Ungarns letzter internationaler Titel bei der weiblichen Jugend beziehungsweise den Juniorinnen bis 2018.
Es dauerte bis zu den World Beach Games 2019 in ar-Rayyan, Katar, für die sich Ungarn mit dem guten Abschneiden bei den Europameisterschaften qualifizieren konnte, bis Vártok erneut in eine ungarische Nationalmannschaft, nun das A-Team, berufen wurde. In der Vorrunde verlor Vártok, die neben Ágnes Győri im Tor auflief und damit die Torhüterin der EM, Gréta Hadfi ersetzte, mit der ungarischen Mannschaft gegen Brasilien, Argentinien und Dänemark, schlagen konnte sie die USA und Tunesien. Im Viertelfinale schlug Ungarn den Sieger der zweiten Vorrundengruppe und amtierenden Weltmeister Griechenland in zwei engen Sätzen. Im Halbfinale traf Ungarn auf die Überraschungsmannschaft des Turniers, die Vietnamesinnen, die zuvor die amtierenden Sieger der Südamerikanischen Beachgames aus Argentinien schlagen konnten. Vietnam konnte deutlich geschlagen werden. Im Finale traf Ungarn einmal mehr auf Dänemark, das dieses Mal in zwei sehr knappen Durchgängen das Turnier für sich entscheiden konnte.

### Vereinsebene
Vártok gewann 2020 mit Szentendrei NKE den Titel ungarischen Beachhandball-Meisterschaften.

## Erfolge
World-Beach-Games
- 2019

Ungarische Beachhandball-Meisterschaften
- 2020

## Einzelbelege
1. ↑  Moyra-Budaörs Handball 2020/2021 | Budaörs Handball. Abgerufen am 18. Dezember 2020 (ungarisch).
2. ↑  European Handball Federation - 2015 Women's ECh Beach Handball 19 / Final Tournament. Abgerufen am 17. November 2020 (englisch).

| Personendaten    | Personendaten                                   |
| ---------------- | ----------------------------------------------- |
| NAME             | Vártok, Ramóna                                  |
| ALTERNATIVNAMEN  | Ramóna, Vártok (ungarisch)                      |
| KURZBESCHREIBUNG | ungarische Handball- und Beachhandballspielerin |
| GEBURTSDATUM     | 11. Oktober 1999                                |
| GEBURTSORT       | Nagyatád                                        |